# Brasil nos Jogos Pan-Americanos de 2011
O Brasil competiu nos Jogos Pan-Americanos de 2011 em Guadalajara, no México, que se realizam entre 14 e 30 de outubro. Essa é a décima-sexta edição com a participação do país. O tamanho da delegação brasileira, chefiada por Bernard Rajzman, estimado pelo Comitê Olímpico Brasileiro (COB) é de 800 pessoas, sendo 522 atletas. Esse número é um recorde em competições fora do território nacional e é a segunda maior delegação da história do país, apenas atrás do grupo que representou o Brasil na edição anterior, no Rio de Janeiro, em 2007.
Os únicos esportes que não tem representantes brasileiros são o beisebol, o softbol, o raquetebol e a pelota basca, totalizando 40 esportes. Justamente pelo tamanho da delegação e pela oportunidade de ter todos os atletas concentrados, o que facilita a logística e a preparação para a disputa, os dirigentes do COB garantiram um prédio exclusivo para a delegação do país na Vila Pan-Americana.
Em 12 de outubro, o COB anunciou que o mesa-tenista Hugo Hoyama seria o porta-bandeira brasileiro na cerimônia de abertura dos Jogos. Em 28 de outubro, o COB anunciou que o ginasta Diego Hypólito seria o porta-bandeira brasileiro na cerimônia de encerramento dos Jogos.

## Medalhistas
| Atleta | Esporte                | Prova                            | Medalha |
| --- | ---------------------- | -------------------------------- | ------- |
| Debora Falda Bianca Maia Dayane Amaral Luísa Mastuo Elaine Sampaio Drielly Daltoe | Ginástica rítmica      | Grupo Geral - feminino           | Ouro    |
| Debora Falda Bianca Maia Dayane Amaral Luísa Mastuo Elaine Sampaio Drielly Daltoe | Ginástica rítmica      | 5 bolas - feminino               | Ouro    |
| Debora Falda Bianca Maia Dayane Amaral Luísa Mastuo Elaine Sampaio Drielly Daltoe | Ginástica rítmica      | 3 fitas + 2 aros - feminino      | Ouro    |
| Fernando Reis | Levantamento de peso   | Mais de 105 kg masculino         | Ouro    |
| Thiago Pereira | Natação                | 400m medley masculino            | Ouro    |
| Thiago Pereira | Natação                | 200m medley masculino            | Ouro    |
| Thiago Pereira | Natação                | 100m costa masculino             | Ouro    |
| Thiago Pereira | Natação                | 200m costa masculino             | Ouro    |
| César Cielo | Natação                | 100m livre masculino             | Ouro    |
| César Cielo | Natação                | 50m livre masculino              | Ouro    |
| Felipe França | Natação                | 100m peito masculino             | Ouro    |
| Leonardo de Deus | Natação                | 200m borboleta masculino         | Ouro    |
| Bruno Fratus Nicholas Santos César Cielo Nicolas Oliveira Gabriel Mangabeira[a] Henrique Rodrigues[a] Thiago Pereira[a]                                                                                                | Natação                | 4x100m livre masculino           | Ouro    |
| Guilherme Guido Felipe França Gabriel Mangabeira César Cielo Bruno Fratus[a] Felipe Lima[a] Thiago Pereira[a] | Natação                | 4x100m medley masculino          | Ouro    |
| Hugo Hoyama Gustavo Tsuboi Thiago Monteiro | Tênis de mesa          | Equipe - masculino               | Ouro    |
| Ana Luiza Mello | Tiro                   | Pistola 25m - feminino           | Ouro    |
| Fabiana de Oliveira Juciely Cristina Silva Danielle Lins Paula Pequeno Thaísa Menezes Marianne Steinbrecher Jaqueline Carvalho [b] Tandara Caixeta Sheilla Castro Fabiana Claudino Fernanda Rodrigues Fabíola de Souza | Voleibol               | Feminino                         | Ouro    |
| Juliana Silva Larissa França | Voleibol de praia      | Feminino                         | Ouro    |
| Alison Cerutti Emanuel Rego | Voleibol de praia      | Masculino                        | Ouro    |
| Reinaldo Colucci | Triatlo                | Masculino                        | Ouro    |
| Angélica Kvieczynski | Ginástica rítmica      | Individual - maçãs               | Prata   |
| Rafael Andrade | Ginástica de trampolim | Masculino                        | Prata   |
| Daynara de Paula | Natação                | 100m borboleta feminino          | Prata   |
| Joana Maranhão | Natação                | 400m medley individual feminino  | Prata   |
| Graciele Herrmann[a] Michelle Lenhardt Flavia Delaroli Tatiana Barbosa Daynara de Paula | Natação                | 4x100m livre feminino            | Prata   |
| Joanna Maranhão Jéssica Cavalheiro Manuella Lyrio Tatiana Barbosa Sarah Correa[a] Gabriela Rocha[a] Larissa Cieslak[a] Thamy Ventorin[a]                                                                               | Natação                | 4x200m livre feminino            | Prata   |
| André Schultz Nicolas Oliveira Leonardo de Deus Thiago Pereira | Natação                | 4x200m livre masculino           | Prata   |
| Felipe Lima | Natação                | 100m peito masculino             | Prata   |
| Bruno Fratus | Natação                | 50m livre masculino              | Prata   |
| Graciele Herrmann | Natação                | 50m livre feminino               | Prata   |
| Yane Marques | Pentatlo moderno       | Individual - feminino            | Prata   |
| João Borges Junior Alexis Mestre | Remo                   | Dois sem - masculino             | Prata   |
| Fabiana Beltrame | Remo                   | Skiff simples - feminino         | Prata   |
| Rogério Dutra Silva | Tênis                  | Individual - masculino           | Prata   |
| Everton Lopes | Boxe                   |                                  | Bronze  |
| Robenilson de Jesus | Boxe                   |                                  | Bronze  |
| Roseli Feitosa | Boxe                   |                                  | Bronze  |
| Daniel Paiola | Badminton              | Individual - masculino           | Bronze  |
| Angélica Kvieczynski | Ginástica rítmica      | Individual geral - feminino      | Bronze  |
| Angélica Kvieczynski | Ginástica rítmica      | Individual - arco                | Bronze  |
| Angélica Kvieczynski | Ginástica rítmica      | Individual - bola                | Bronze  |
| Kaio Almeida | Natação                | 200m borboleta                   | Bronze  |
| Guilherme Guido | Natação                | 100m costa                       | Bronze  |
| Joanna Maranhão | Natação                | 200m medley                      | Bronze  |
| Thiago Pereira | Natação                | 200m peito                       | Bronze  |
| Lara Teixeira Nayara Figueira | Natação sincronizada   | Dueto                            | Bronze  |
| Giovana Stephan Jéssica Gonçalves Joseane Costa Lara Teixeira Lorena Molinos Maria Bruno Maria Eduarda Pereira Nayara Figueira Pamela Nogueira                                                                         | Natação sincronizada   | Equipe                           | Bronze  |
| Márcio Wenceslau | Taekwondo              | Abaixo de 58 kg                  | Bronze  |
| Rafael Fernandes Vinicius Rodrigues Vinicius de Lima | Squash                 | Equipe - masculino               | Bronze  |
| Júlio Almeida | Tiro esportivo         | Pistola 50m - masculino          | Bronze  |
| Júlio Almeida | Tiro esportivo         | Pistola de ar 10m - masculino    | Bronze  |
| Bruno Heck | Tiro esportivo         | Rifle 50m 3 posições - masculino | Bronze  |
| Roberto Schmits | Tiro esportivo         | Fossa - masculino                | Bronze  |
| Luiz Fernando da Graça | Tiro esportivo         | Fossa dupla - masculino          | Bronze  |

Notas:

a. ^ Nadadores que participaram apenas das eliminatórias dos revezamentos, mas que também recebem medalhas
b. ^ Participou apenas do primeiro jogo, quando se lesionou após se chocar com Fabiana de Oliveira, e teve que se afastar das quadras por oito semanas.

## Atletismo
Masculino
| Atleta                   | Prova           | Elim. | Elim. | Semifinal | Semifinal | Final  | Final |
| Atleta                   | Prova           | Tempo | Pos.  | Tempo     | Pos.      | Tempo  | Pos.  |
| ------------------------ | --------------- | ----- | ----- | --------- | --------- | ------ | ----- |
| Rafael Uchona dos Santos | Salto em altura |       |       |           |           | 2m10cm | 13º   |

Feminino
| Atleta         | Prova                | Elim. | Elim. | Semifinal | Semifinal | Final   | Final |
| Atleta         | Prova                | Tempo | Pos.  | Tempo     | Pos.      | Tempo   | Pos.  |
| -------------- | -------------------- | ----- | ----- | --------- | --------- | ------- | ----- |
| Josiane Soares | Arremesso de martelo |       |       |           |           | 61m47cm | 9º    |

- Nilson de Oliveira André - Masculino 100m/4x100m
- Bruno Lins - Masculino 200m/4x100m
- Diego Henrique de Farias Cavalcanti - 4x100m masculino
- Sandro Ricardo Rodrigues Viana - 4x100m masculino
- Carlos Roberto Pio de Moraes Junior - 4x100m masculino
- Ailson da Silva Feitosa - 4x100m masculino
- Anderson Freitas Henriques - 400m masculino
- Kleberson Davide - 800m masculino
- Lutimar de Abreu Paes - 800m masculino
- Leandro Prates Oliveira - 1.500m masculino
- Joilson Bernardo da Silva - 5.000m masculino
- Marilson Gomes dos Santos - 10.000m masculino
- Giovani dos Santos - 10.000m masculino
- Hudson Santos de Souza - 3.000m com obstáculos masculino
- Matheus Facho Inocêncio - 110m com obstáculos masculino
- Mahau Camargo Suguimati - 400m com barreiras masculino
- Fabio Gomes da Silva - Salto com Vara masculino
- Rogério da Silva Bispo - Salto em Distância masculino
- Jefferson Dias Sabino - Salto Triplo masculino
- Ronald Odair de Oliveira Julião - Arremesso Peso/Lançamento do Disco masculino
- Wagner Alberto Carvalho Domingos - Lançamento do Martelo masculino
- Julio Cesar Miranda de Oliveira - Lançamento do Dardo masculino
- Luiz Alberto Cardoso de Araújo - Decatlo masculino
- Caio Oliveira de Sena Bonfim - 20 km Marcha masculino
- Moacir Zimmermann - 20 km Marcha masculino
- Mário José dos Santos Junior - 50 km Marcha masculino
- Jonathan Rieckmann - 50 km Marcha masculino
- Solonei Rocha da Silva - Maratona masculino
- Jean Carlos da Silva - Maratona masculino
- Ana Claudia Lemos Silva - 100m/200m/4x100m feminino
- Rosangela Cristina Oliveira Santos - 4x100m feminino
- Vanda Ferreira Gomes - 4x100m feminino
- Franciela das Graças Krasucki - 4x100m feminino
- Rosemar Maria Coelho Neto Fortunato - 4x100m feminino
- Geisa Aparecida Muniz Coutinho - 400m/4x100m/4x4000m feminino
- Jailma Sales de Lima - 400m com barreiras/4x400m feminino
- Joelma das Neves Sousa - 4x400m feminino
- Bárbara Farias de Oliveira - 4x400m feminino
- Aline Leone dos Santos - 4x400m feminino
- Sheila Juvelina Ferreira - 4x400m feminino
- Christiane Ritz dos Santos - 800m feminino
- Fabiana Cristine da Silva - 1.500m feminino
- Simone Alves da Silva - 5.000m/10.000m feminino
- Cruz Nonata da Silva - 5.000m/10.000m feminino
- Sabine Letícia Heitling - 3.000m com obstáculos feminino
- Maila Paula Machado - 100m com barreiras feminino
- Valdiléia Martins - Salto em Altura feminino
- Fabiana de Almeida Murer - Salto com Vara feminino
- Karla Rosa da Silva - Salto com Vara feminino
- Maurren Higa Maggi - Salto em Distância feminino
- Keila da Silva Costa - Salto Triplo feminino
- Keely Christinne Pinho Rodrigues Medeiros - Arremesso do Peso feminino
- Elisangela Maria Adriano - Lançamento do Disco feminino
- Fernanda Raquel Borges - Lançamento do Disco feminino
- Laila Ferrer e Silva - Lançamento do Dardo feminino
- Lucimara Silvestre da Silva - Heptatlo feminino
- Cisiane Dutra Lopes - 20 km Marcha feminino
- Erica Rocha de Sena - 20 km Marcha feminino
- Adriana Aparecida da Silva - Maratona feminino
- Michele Cristina das Chagas - Maratona feminino

## Badminton
| Atleta                                   | Evento               | 1ª fase                                                              | 2ª fase                                           | Oitavas de final                        | Quartas de final                       | Semifinais                     | Final                  | Pos.        |
| Atleta                                   | Evento               | Adversário e resultado                                               | Adversário e resultado                            | Adversário e resultado                  | Adversário e resultado                 | Adversário e resultado         | Adversário e resultado | Pos.        |
| ---------------------------------------- | -------------------- | -------------------------------------------------------------------- | ------------------------------------------------- | --------------------------------------- | -------------------------------------- | ------------------------------ | ---------------------- | ----------- |
| Alex Tjong                               | Individual masculino |                                                                      | DOM Leonardo Uzcategui V 21-6, 21-8               | CHI Cristian Araya V 13-21, 14-21       | JAM Charles Pyne D 14-21, 21-19, 19-21 | Não avançou                    | Não avançou            | Não avançou |
| Luíz Henrique Dias                       | Individual masculino |                                                                      | CAN Stephan Wojcikiewicz D 13-21, 13-21           | Não avançou                             | Não avançou                            | Não avançou                    | Não avançou            | Não avançou |
| Daniel Paiola                            | Individual masculino |                                                                      | VEN Luis Camacho V 21-14, 21-9                    | DOM Alberto Raposo V 21-7, 21-8         | MEX Lino Munoz V 21-12, 21-16          | GUA Kevin Cordon D 14-21, 8-21 | Não avançou            |             |
| Lohaynny Vicente                         | Individual feminino  | DOM Veronica Vivieca V 21-14, 19-21, 26-24                           | JAM Mikaylia Haldane V 21-17, 21-7                | PER Alejandra Monteverde V 21-18, 21-18 | CAN Joycelyn Ko D 11-21, 12-21         | Não avançou                    | Não avançou            | Não avançou |
| Luana Vicente                            | Individual feminino  |                                                                      | VEN Leidy Tovar V 21-9, 21-8                      | USA Rena Wang D 18-21, 8-21             | Não avançou                            | Não avançou                    | Não avançou            | Não avançou |
| Fabiana da Silva                         | Individual feminino  |                                                                      | CAN Michelle Li D 10-21, 14-21                    | Não avançou                             | Não avançou                            | Não avançou                    | Não avançou            | Não avançou |
| Luíz Henrique Dias Alex Tjong            | Duplas masculino     | PER Lopes Andres / Lino Munoz D 16-21, 16-21                         | Não avançou                                       | Não avançou                             | Não avançou                            | Não avançou                    | Não avançou            | Não avançou |
| Daniel Paiola Hugo Arthuso               | Duplas masculino     | SUR Virgil Soeroredjo / Mithchel Wongsodikromo V 21-18, 17-21, 21-11 | USA Halim Ho / Sattawat Pongnairat D 17-21, 15-21 | Não avançou                             | Não avançou                            | Não avançou                    | Não avançou            | Não avançou |
| Fabiana da Silva Marina Jomori Eliezer   | Duplas feminino      | PER Lorena Duany / Alejandra Monteverde D 10-21, 10-21               | Não avançou                                       | Não avançou                             | Não avançou                            | Não avançou                    | Não avançou            | Não avançou |
| Luana Vicente Lohaynny Vicente           | Duplas feminino      |                                                                      | USA Eva Lee / Paula Obanana D 7-21, 11-21         | Não avançou                             | Não avançou                            | Não avançou                    | Não avançou            | Não avançou |
| Hugo Lemos Arthuso Marina Jomori Eliezer | Duplas misto         | MEX Andres López / Victoria Montero D 12-21, 20-22                   | Não avançou                                       | Não avançou                             | Não avançou                            | Não avançou                    | Não avançou            | Não avançou |
| Daniel Paiola Fabiana da Silva           | Duplas misto         | PER Mario Cuba / Lorena Duany D 14-21, 19-21                         | Não avançou                                       | Não avançou                             | Não avançou                            | Não avançou                    | Não avançou            | Não avançou |

## Basquetebol
| Equipe | Equipe                                                                                                  | Primeira fase                                                                                           | Primeira fase | Semifinal                                         | Final                        | Pos.              |
| Equipe | Equipe                                                                                                  | Adversário e resultado                                                                                  | Pos.          | Adversário e resultado                            | Adversário e resultado       | Pos.              |
| --- | --- | --- | ------------- | ------------------------------------------------- | ---------------------------- | ----------------- |
| Masculina: Marcelinho Machado Nezinho Murilo Becker Bruno Irigoyen Vitor Alves Benite Davi Rosseto                  | Alex Garcia Cristiano Felício Guilherme Giovannoni Caio Torres José Roberto Nardi Duarte Tiago Splitter | URU Uruguai BRA 80 – URU 71 USA Estados Unidos BRA 77 – USA 88 DOM República Dominicana DOM 85 – BRA 77 | 3º (grupo B)  | Disputa pelo 5º lugar: CAN Canadá CAN 56 – BRA 74 | Não avançou                  | 5º                |
| Feminina: Bárbara de Queiroz Palmira Marçal Tassia Carcavalli Izabela de Andrade Iziane Marques Jaqueline Silvestre | Silvia Valente Gilmara Justino Damiris Dantas Carina de Souza Érika de Souza Clarissa dos Santos        | CAN Canadá BRA 78 – CAN 53 JAM Jamaica BRA 116 – JAM 34 COL Colômbia COL 53 – BRA 86                    | 1º (grupo B)  | PUR Porto Rico BRA 67 – PUR 68                    | COL Colômbia BRA 87 – COL 48 | Medalha de bronze |

## Boliche
Individual
| Atletas           | Evento    | Qualificatória | Qualificatória | Qualificatória               | Oitavas-de-final                    | Quartas-de-final                | Semifinal              | Final                  | Pos.        |
| Atletas           | Evento    | Res.           | Pos.           | Ref.                         | Adversário e resultado              | Adversário e resultado          | Adversário e resultado | Adversário e resultado | Pos.        |
| ----------------- | --------- | -------------- | -------------- | ---------------------------- | ----------------------------------- | ------------------------------- | ---------------------- | ---------------------- | ----------- |
| Márcio Vieira     | Masculino | 2 483          | 26             |                              | Não avançou                         | Não avançou                     | Não avançou            | Não avançou            | Não avançou |
| Marcelo Suartz    | Masculino | 2 243          | 12             | MEX Alejandro Cruz V 718-689 | COL Jaime Andres Gomez V 682-668    | COL Santiago Mejia D 193-217    | Não avançou            | Medalha de bronze      |             |
| Stephanie Martins | Feminino  | 2 229          | 16             |                              | USA Kelly Anne Kulick V 630-587     | CAN Caroline Lagrange D 535-573 | Não avançou            | Não avançou            | Não avançou |
| Marizete Scheer   | Feminino  | 2 414          | 5              | CHI Andrea Rojas V 548-542   | USA Elizabeth Ann Johnson D 515-648 | Não avançou                     | Não avançou            | Não avançou            |             |

Duplas
| Atletas                           | Evento    | 1ª série | 1ª série | Final | Final |
| Atletas                           | Evento    | Res.     | Pos.     | Res.  | Pos.  |
| --------------------------------- | --------- | -------- | -------- | ----- | ----- |
| Marcelo Suartz Marcio Vieira      | Masculino | 2 456    | 3º       | 4 835 | 4º    |
| Stephanie Martins Marizete Scheer | Feminino  | 2 133    | 10º      | 4 437 | 10º   |

## Boxe
| Atleta                  | Evento                                | Preliminares                                                     | Quartas de final                                                 | Semifinais                           | Final                      | Pos.              |
| Atleta                  | Evento                                | Adversário e resultado                                           | Adversário e resultado                                           | Adversário e resultado               | Adversário e resultado     | Pos.              |
| ----------------------- | ------------------------------------- | ---------------------------------------------------------------- | ---------------------------------------------------------------- | ------------------------------------ | -------------------------- | ----------------- |
| Julião Neto             | Super-Mosca (−52 kg) masculino        | iniciou a competição nas Quartas de final                        | ESA Jhon Nelson Corona V 25-5                                    | DOM Dagoberto Agüero D 11-21         | Não avançou                | Medalha de bronze |
| Robenilson de Jesus     | Peso-pena (−56 kg) masculino          | PUR Felix Verdejo V 13-3                                         | COL Deivis Julio V 15-4                                          | MEX Oscar Rafael Valdez D 10-21      | Não avançou                | Medalha de bronze |
| Robson Conceição        | Peso-leve (−60 kg) masculino          | DOM Wellinton Árias Romero V 18-11                               | USA Toka Kahn-Clary V 21-6                                       | PUR Ángel Suárez V 27-8              | CUB Yasnier Toledo D 11-16 | Medalha de prata  |
| Everton Lopes           | Peso médio-ligeiro (−64 kg) masculino | DOM Ricardo Garcia Tejeda V 10-3                                 | PUR Antonio Ortiz RET                                            | CUB Roniel Iglesias D 9-18           | Não avançou                | Medalha de bronze |
| Myke Carvalho           | Médio-Ligeiro (−69 kg) masculino      | DOM Raul Sanchez Marte V 23-18                                   | CHI Patricio Villagra V' 30-8                                    | CUB Carlos Banteux D 14-14 (53-45)   | Não avançou                | Medalha de bronze |
| David Lourenço da Costa | Super-Médio (−75 kg) masculino        | iniciou a competição nas Quartas de final                        | CUB Emilio Correa D 12-4                                         | Não avançou                          | Não avançou                | Não avançou       |
| Yamaguchi Florentino    | Meio-Pesado (−81 kg) masculino        | iniciou a competição nas Quartas de final                        | DOM Felix Varela Alvarez RSC                                     | MEX Armando Pina V 27-11             | CUB Julio La Cruz D 22-12  | Medalha de prata  |
| Adriana Araujo          | Até 60 kg feminino                    | iniciou a competição nas Quartas de final                        | DOM Erika Rosalba Cruz D 16-6                                    | Não avançou                          | Não avançou                | Não avançou       |
| Roseli Feitosa          | Até 75 kg feminino                    | A atleta foi cabeça de chave e iniciou a competição na Semifinal | A atleta foi cabeça de chave e iniciou a competição na Semifinal | DOM Yenebier Guillen Benitez D 21-12 | Não avançou                | Medalha de bronze |

## Canoagem
- Regiane de Souza
- Bruna Ribeiro
- Naiane Pereira
- Ariela Pinto
- Ana Paula Vergutz
- Edson da Silva
- Nivalter Santos de Jesus
- Ronilson de Oliveira
- Celso de Oliveira
- Michel Ferreira
- Roberto Maehler
- Wladimir Moreno
- Gilvan Ribeiro
- Givago Ribeiro
- Erlon Silva

## Caratê
- Jessica Candido - 50 kg
- Valeria Kumizaki - 55 kg
- Lucélia Ribeiro - 64 kg
- Jeanis Colzani - +68 kg
- Douglas Brose - 60 kg
- Caio Duprat - 84 kg
- Wellington Barbosa - 84 kg

## Ciclismo
| Atleta(s)                                                                          | Evento                                   | Tempo / pontos     | Pos. | Fonte |
| ---------------------------------------------------------------------------------- | ---------------------------------------- | ------------------ | ---- | ----- |
| Erika Fernanda Gramiscelli                                                         | Mountain / Cross-country feminino        | 1:50:43            | 12°  |       |
| Rubens Donizete                                                                    | Mountain / Cross-country masculino       | 1:36:39            | 5°   |       |
| Edivando de Souza Cruz                                                             | Mountain / Cross-country masculino       | 1:36:50            | 6°   |       |
| Renato Rezende                                                                     | BMX masculino                            | 36.267             | 5°   |       |
| Deivlim Carlos Balthazar                                                           | BMX masculino                            | 57.937 (semifinal) | 11°  |       |
| Naiara de Almeida Silva                                                            | BMX feminino                             | 47.944             | 6°   |       |
| Squel Stein                                                                        | BMX feminino                             | DSQ                | 10°  |       |
| Gregolry Panizo                                                                    | Estrada - individual masculino por tempo | 52:32.00           | 13°  |       |
| Clemilda Fernandes                                                                 | Estrada - Corrida feminino               | 2:18:23            | 13°  |       |
| Uênia Fernandes                                                                    | Estrada - Corrida feminino               | 2:18:23            | 15°  |       |
| Janildes Fernandes                                                                 | Estrada - Corrida feminino               | 2:18:23            | 20°  |       |
| Sumaia Ribeiro Clemilda Fernandes                                                  | Pista - velocidade por equipe feminino   | DSQ                | DSQ  |       |
| Uênia Fernandes Clemilda Fernandes Janildes Fernandes                              | Pista - perseguição por equipe feminino  | 3:37.903           | 7°   |       |
| Armando Reis da Costa Camargo Robson Ribeiro Dias Tiago Nardin Luiz Carlos Tavares | Pista - perseguição por equipe masculino | 4:14.634           | 6°   |       |
| Sumaia Ribeiro                                                                     | Pista - velocidade individual feminino   |                    | 8°   |       |
| Flávio Cipriano                                                                    | Pista - velocidade individual masculino  |                    | 12°  |       |
| Robson Ribeiro Dias                                                                | Pista - Omnium masculino                 | 54                 | 8°   |       |
| Janildes Fernandes                                                                 | Pista - Omnium feminino                  | 49                 | 7°   |       |
| Sumaia Ribeiro                                                                     | Pista - Keirin feminino                  |                    | 4°   |       |
| Flávio Cipriano                                                                    | Pista - Keirin masculino                 |                    | 6°   |       |

## Esgrima
- Bia Almeida
- Denise Fried
- Karina Lakerbai
- Clarissa Osorio
- João Souza
- Marcos Cardoso
- Heitor Shimbo
- Fernando Scavasin
- Cléia Guilhon
- Rayssa Costa
- Bianca Dantas
- Camila Rodrigues
- Renzo Agresta
- Tywilliam Guzenski
- William Zeytounlian

## Esqui aquático
- Felipe Neves
- Fernando Simioni Neves
- Juliana Negrão
- Marcelo Giardi

## Futebol
| Equipe | Equipe                                                                                                   | Fase de grupos                                                                    | Fase de grupos  | Semifinal                | Final                                              | Pos.             |
| Equipe | Equipe                                                                                                   | Adversário e resultado                                                            | Pos.            | Adversário e resultado   | Adversário e resultado                             | Pos.             |
| --- | --- | --------------------------------------------------------------------------------- | --------------- | ------------------------ | -------------------------------------------------- | ---------------- |
| Feminina: Barbara Micheline Thaís Picarte Renata Costa Tânia Maranhão Karen Renata Diniz Juliana Daiane Menezes Rosana Maria Aparecida Maurine | Andréia Suntaque Grazielle Francielle Alberto Formiga Beatriz Michele Daniele Debora Ketlen Thaís Guedes | ARG Argentina BRA 2 – ARG 0 CRC Costa Rica BRA 2 – CRC 1 CAN Canadá BRA 0 – CAN 0 | 1º[a] (grupo B) | MEX México BRA 1 – MEX 0 | CAN Canadá BRA 1 – CAN 1 (pro) BRA 3 – CAN 4 (pen) | Medalha de prata |
| Masculino: César Bernardo Dutra Douglas Pires Luccas Claro Frauches Romário Henrique Miranda Madson Cidinho Djair                              | Felipe Anderson Lucas Patinho Lucas Zen Misael Felipe Amorim Henrique Leandro Rafael Sebá                | ARG Argentina BRA 1 – ARG 1 CUB Cuba BRA 0 – CUB 0 CRC Costa Rica BRA 1 – CRC 3   | 3º (grupo B)    | Não avançou              | Não avançou                                        | Não avançou      |

a. ^ O Brasil ficou com o primeiro lugar do grupo após sorteio, já que Brasil e Canadá empataram em todos os critérios de desempate

## Ginástica rítmica
- Bianca Mendonça
- Débora Falda
- Drielly Daltoe
- Eliane Sampaio
- Jéssica Mayer
- Luísa Matsuo

| Atleta                                                                            | Evento                      | Pontos | Pos. | Fonte |
| --------------------------------------------------------------------------------- | --------------------------- | ------ | ---- | ----- |
| Angélica Kvieczynski                                                              | Individual Geral - Feminino | 98.200 |      | [ 7 ] |
| Natália Gaudio                                                                    | Individual Geral - Feminino | 90.725 | 10°  | [ 8 ] |
| Debora Falda Bianca Maia Daiane Amaral Luisa Matsuo Eliane Sampaio Drielly Daltoe | Grupo Geral - Feminino      | 48,575 |      | [ 9 ] |

## Handebol
| Equipe | Equipe | Fase de grupos                                                                                          | Fase de grupos | Semifinal                                | Final                         | Pos.             |
| Equipe | Equipe | Adversário e resultado                                                                                  | Pos.           | Adversário e resultado                   | Adversário e resultado        | Pos.             |
| --- | --- | --- | -------------- | ---------------------------------------- | ----------------------------- | ---------------- |
| Feminina: Chana Masson Bárbara Elisabeth Arenhart Alexandra Nascimento Jéssica Quintino Fernanda Silva Samira Pereira da Silva Rocha Mayara Fier de Moura | Ana Paula Francine Camila de Moraes Deonise Cavaleiro Eduarda Amorim Silvia Helena Araujo Moniki Bancilon Daniela Piedade Fabiana Diniz             | USA Estados Unidos BRA 50 – USA 10 URU Uruguai BRA 43 – URU 15 DOM República Dominicana BRA 32 – DOM 18 | 1° (grupo B)   | MEX México BRA 43 – MEX 12               | ARG Argentina BRA 33 – ARG 15 | Medalha de ouro  |
| Masculina: Maik Santos Marcos Paulo dos Santos Fábio Chiuffa Renato Ruy Gil Vicente de Paes Pires Felipe Borges Fernando Pacheco Filho                    | Gustavo Nakamura Cardoso Jaqson Kojoroski Thiagus Petrus dos Santos Leonardo Bortolini Bruno Santana Henrique Teixeira Vinícius Teixeira Ales Silva | CAN Canadá BRA 46 – CAN 17 VEN Venezuela VEN 15 – BRA 37 CHI Chile BRA 36 – CHI 22                      | 1° (grupo A)   | DOM República Dominicana BRA 41 – DOM 17 | ARG Argentina BRA 23 – ARG 26 | Medalha de prata |

## Hipismo
- Rodrigo Pessoa
- Bernardo Alves
- Doda Miranda
- Cesar Almeida
- Serguei Fofanoff
- Jesper Martindal
- Karina Johannpeter
- Leandro Silva
- Luiza Almeida
- Marcelo Tosi
- Marcio Jorge
- Mauro Pereira Júnior
- Rogério Clementino
- Ruy Fonseca

## Judô
- Felipe Kitadai (60 kg)
- Leandro Cunha (66 kg)
- Bruno Mendonça (73 kg)
- Leandro Guilheiro (81 kg)
- Luciano Corrêa (100 kg)
- Rafael Silva (+100 kg)
- Katherine Campos (63 kg)
- Maria Portela (70 kg)
- Mayra Aguiar (78 kg)
- Tiago Camilo (90 kg)
- Sarah Menezes (48 kg)
- Erika Miranda (52 kg)
- Rafaela Silva (57 kg)
- Maria Suellen Altheman (+78 kg)

## Levantamento de peso
Masculino
| Atleta           | Categoria      | Resultado (kg) | Resultado (kg) | Resultado (kg) | Posição |
| Atleta           | Categoria      | Arranque       | Arremesso      | Total          | Posição |
| ---------------- | -------------- | -------------- | -------------- | -------------- | ------- |
| Welison da Silva | Até 77 kg      | 148            | 177            | 325 kg         | 4º      |
| Fernando Reis    | Mais de 105 kg | 185            | 225            | 410 kg         |         |

Feminino
| Atleta             | Categoria | Resultado (kg) | Resultado (kg) | Resultado (kg) | Posição |
| Atleta             | Categoria | Arranque       | Arremesso      | Total          | Posição |
| ------------------ | --------- | -------------- | -------------- | -------------- | ------- |
| Liliane Menezes    | Até 69 kg | 90             | 110            | 200 kg         | 6º      |
| Jaqueline Ferreira | Até 75 kg | DNF            | DNF            | DNF            | DNF     |

## Lutas
- Rafael Páscoa
- Diego Romanelli
- Marcelo Gomes
- Joice Silva
- Aline Ferreira
- Antoine Jaoude
- Adrian Jaoude

## Nado sincronizado
| Atletas | Prova  | Técnica | Técnica | Livre  | Livre | Total   | Total             |
| Atletas | Prova  | Pontos  | Pos.    | Pontos | Pos.  | Pontos  | Pos.              |
| --- | ------ | ------- | ------- | ------ | ----- | ------- | ----------------- |
| Lara Teixeira Nayara Figueira | Dueto  | 88 500  | 3º      | 88 913 | 3º    | 177 413 | Medalha de bronze |
| Giovana Stephan Joseana Costa Lara Teixeira Lorena Molinos Maria Eduarda Pereira Nayara Figueira Pamela Nogueira Jéssica Noutel Maria Bruno* | Equipe | 87 625  | 3º      | 88 800 | 4º    | 176 425 | Medalha de bronze |

* Reserva

## Natação
| Daynara de Paula                                                    | 100 m borboleta               | 1m00s25 | 3°  | 59s30       |             |             |             |
| Gabriella Silva                                                     | 100 m borboleta               | 1m02s86 | 10° | Não avançou | Não avançou |             |             |
| Joana Maranhão                                                      | 400 m medley                  | 4m54s51 | 3°  | 4m46s33     |             |             |             |
| Larissa Cieslak                                                     | 400 m medley                  | 5m09s81 | 12° | Não avançou | Não avançou |             |             |
| Graciele Herrmann Michelle Lenhardt Flavia Delaroli Tatiana Barbosa | Revezamento 4x100m nado livre | 3m48s12 | 2°  | 3:44.62     |             |             |             |
| Diogo Yabe                                                          | 400 m medley                  | 4m34s18 | 2°  | 4m35s66     | 7°          |             |             |
| Thiago Pereira                                                      | 400 m medley                  | 4m26s27 | 2°  | 4m16s68     |             |             |             |
| Lucas Kanieski                                                      | 400 m nado livre              | 3m58s30 | 7°  | 3m56s26     | 5°          |             |             |
| Giuliano Rocco                                                      | 400 m nado livre              | 4m04s25 | 11° | Não avançou | Não avançou | Não avançou | Não avançou |

## Patinação
- Marcel Stürmer
- Júlia Balthazar

## Pentatlo
| Atleta            | Evento    | Tempo    | Pos. | Fonte |
| ----------------- | --------- | -------- | ---- | ----- |
| Yane Marques      | Feminino  | 13:22.13 |      |       |
| Priscila Oliveira | Feminino  | 14:12.46 | 11°  |       |
| Luis Magno        | Masculino | 11:53:62 | 11º  |       |
| Wagner Romão      | Masculino | 12:00:63 | 12º  |       |

## Polo aquático
| Equipe | Equipe | Fase de grupos                                                                              | Fase de grupos | Semifinal                         | Final                   | Pos.              |
| Equipe | Equipe | Adversário e resultado                                                                      | Pos.           | Adversário e resultado            | Adversário e resultado  | Pos.              |
| --- | --- | ------------------------------------------------------------------------------------------- | -------------- | --------------------------------- | ----------------------- | ----------------- |
| Masculina: Henrique Carvalho João Felipe Coelho Danilo Correa Jonas Crivella Marcelo Chagas Felipe de Costa | Luís dos Santos Marcelo Franco Ruda Franco Gustavo Guimarães Bernardo Rocha Gabriel Rocha Emilio Vieira               | ARG Argentina BRA 10 – ARG 8 USA Estados Unidos BRA 5 – USA 8 VEN Venezuela BRA 19 – VEN 10 | 2° (grupo B)   | CAN Canadá BRA 6 – CAN 8          | CUB Cuba BRA 14 – CUB 7 | Medalha de bronze |
| Feminina: Cristina Beer Cecilia Canetti Manuela Canetti Marina Canetti Luiza Carvalho Izabella Chiappini    | Mirella de Coutinho Catherine de Oliveira Tess Oliveira Gabriela Dias Gabriela Gozani Fernanda Lissoni Marina Zablith | MEX México BRA 8 – MEX 5 CAN Canadá BRA 4 – CAN 13 VEN Venezuela BRA 10 – VEN 3             | 2° (grupo A)   | USA Estados Unidos BRA 1 – USA 13 | CUB Cuba BRA 9 – CUB 8  | Medalha de bronze |

## Remo
| Atleta | Prova                            | Elim.   | Elim.     | Repescagem | Repescagem | Final   | Final |
| Atleta | Prova                            | Tempo   | Pos.      | Tempo      | Pos.       | Tempo   | Pos.  |
| --- | -------------------------------- | ------- | --------- | ---------- | ---------- | ------- | ----- |
| Ronaldo da Gama Vargas Thiago Gomes | Skiff duplo peso leve masculino  | 6:34.16 | 2º/bat. 2 | 6:48.64    | 2º/rep. 2  | 6:35.60 | 5 º   |
| Alexis Arias Mestre João Hildebrando Borges Junior                                                                                     | Dois sem masculino               | 6:46.31 | 1º/bat. 1 | BYE        | BYE        | 6:48.74 |       |
| Célio Dias Amorim Leandro Francisco Tozzo Ailson Eráclito da Silva Anderson Nocetti                                                    | Quatro sem masculino             | 6:07.43 | 2º/bat. 1 | 6:20.27    | 2º/rep. 1  | 6:11.72 | 6º    |
| Célio Dias Amorim Ailson Eráclito da Silva Thiago Almeida José Sobral Júnior                                                           | Quatro sem peso leve masculino   | 6:25.15 | 3º/bat. 2 | 6:22.27    | 2º/rep. 1  | 6:15.61 | 6º    |
| Junior Borges Leandro Atoji Leandro Tozzo Claudio Da Silva Alexis Mestre Allan Bitencourt Anderson Nocetti Ronaldo Vargas Thiago Gomes | Oito com masculino               | 7:42.26 | 6º/bat. 1 |            |            | 5:50.43 | 6º    |
| Kissya Cataldo da Costa | Skiff simples feminino           | 8:12.90 | 2º/bat. 1 | BYE        | BYE        | 8:23.21 | 6º    |
| Fabiana Beltrame | Skiff simples peso leve feminino | 8:20.18 | 1º/bat. 2 | BYE        | BYE        | 7:55.42 |       |
| Bianca Miarka Carolina Araújo | Skiff duplo feminino             | 7:59.38 | 3º/bat. 1 | 7:23.90    | 2º/rep. 1  | 7:21.32 | 5º    |
| Luciana Granato Camila de Carvalho | Skiff duplo peso leve feminino   | 7:36.2  | 5º/bat. 1 |            |            | 7:32.49 | 5º    |
| Carolina Araújo Bianca Miarka Kissya Cataldo da Costa                                                                                  | Skiff quádruplo feminino         | 7:12.14 | 5º/bat. 1 |            |            | 6:45.57 | 6º    |

## Rugby
| Equipe                                                                                | Equipe                                                                                 | Fase de grupos                                                | Fase de grupos | Quartas                | Disputa do 5º lugar    | Disputa do 7º lugar    | Pos. |
| Equipe                                                                                | Equipe                                                                                 | Adversário e resultado                                        | Pos.           | Adversário e resultado | Adversário e resultado | Adversário e resultado | Pos. |
| ------------------------------------------------------------------------------------- | -------------------------------------------------------------------------------------- | ------------------------------------------------------------- | -------------- | ---------------------- | ---------------------- | ---------------------- | ---- |
| Erik Cogliardo João Luiz da Ros Rafael Dawalibi Lucas Duque Moisés Duque Daniel Gregg | Diego Lopes Henrique Pinto Fernando Portugal Diogo Santos Felipe Silva Jefferson Silva | CAN Canadá D 0-45 USA Estados Unidos E 19-19 CHI Chile V 14-7 | 3º             | URU Uruguai D 0-7      | CHI Chile D 19-14      | GUY Guiana V 26-7      | 7º   |

## Saltos ornamentais
- César Castro
- Hugo Parisi
- Ian Matos
- Juliana Veloso
- Andressa Mendes
- Natali Cruz
- Rui Marinho

## Squash
| Atleta                                               | Evento               | 1ª fase                                                       | 2ª fase                 | Quartas de final                               | Semifinais             | Final                  | Pos.        |
| Atleta                                               | Evento               | Adversário e resultado                                        | Adversário e resultado  | Adversário e resultado                         | Adversário e resultado | Adversário e resultado | Pos.        |
| ---------------------------------------------------- | -------------------- | ------------------------------------------------------------- | ----------------------- | ---------------------------------------------- | ---------------------- | ---------------------- | ----------- |
| Vinicius Rodrigues                                   | Individual masculino | CHI Maximiliano Camiruaga V 3-1                               | MEX Cesar Salazar D 0-3 | Não avançou                                    | Não avançou            | Não avançou            | Não avançou |
| Rafael Fernandes                                     | Individual masculino | CHI Jaime Pinto V 3-2                                         |                         | CAN Shawn Delierre D 1-3                       | Não avançou            | Não avançou            | Não avançou |
| Vinícius de Lima Rafael Fernandes                    | Duplas masculino     | CHI Jaime Pinto / Maximiliano Camiruaga V 2-0                 |                         | ARG Hernan D'Arcangelo / Roberto Pezzota D 1-2 | Não avançou            | Não avançou            | Não avançou |
| Vinicius Rodrigues Vinícius de Lima Rafael Fernandes | Equipe masculino     | PAR Paraguai V 3-0 PER Peru V 3-0 ARG Argentina V 3-0         |                         | COL Colômbia V 2-1                             | MEX México V 2-1       |                        |             |
| Marina Costa                                         | Individual feminino  | CAN Miranda Ranieri D 0-3                                     | Não avançou             | Não avançou                                    | Não avançou            | Não avançou            | Não avançou |
| Thaisa Serafini                                      | Individual feminino  | CAN Lily Lorentzen V 3-1                                      |                         | GUY Nicolette Fernandes D 0-3                  | Não avançou            | Não avançou            | Não avançou |
| Thaisa Serafini Mariana Pontalti                     | Duplas feminino      | CAN Miranda Ranieri / Stephanie Edmison D 0-2                 | Não avançou             | Não avançou                                    | Não avançou            | Não avançou            | Não avançou |
| Thaisa Serafini Mariana Pontalti Marina Costa        | Equipe feminino      | USA Estados Unidos D 1-2 MEX México D 0-3 ARG Argentina V 3-0 | Não avançou             | Não avançou                                    | Não avançou            | Não avançou            | 5°          |

## Taekwondo
| Atleta            | Evento             | Eliminatórias             | Quartas                      | Semifinais                 | Repescagem             | Final       | Posição |
| Atleta            | Evento             | Adversário e resultado    | Adversário e resultado       | Adversário e resultado     | Adversário e resultado |             | Posição |
| ----------------- | ------------------ | ------------------------- | ---------------------------- | -------------------------- | ---------------------- | ----------- | ------- |
| Márcio Wenceslau  | −58 kg (masculino) |                           | URU Maykko Votta V 7-2       | MEX Alejandro Villa P 10-7 | Não há                 | Não avançou |         |
| Diogo Silva       | −68 kg (masculin)  |                           |                              |                            |                        |             |         |
| Douglas Marcelino | −80 kg (masculino) |                           |                              |                            |                        |             |         |
| Katia Arakaki     | −49 kg (feminino)  | DOM Yajaira Peguero V 7-6 | USA Deireanne Morales D 3-10 | Não avançou                | Não há                 | Não avançou | 5°      |
| Raphaella Galacho | −67 kg (feminino)  |                           |                              |                            |                        |             |         |
| Natália Falavigna | +67 kg (feminino)  |                           |                              |                            |                        |             |         |

## Tênis
| Atleta              | Evento            | 1ª fase                | 2ª fase                        | Oitavas de final             | Quartas de final                  | Semifinais                                | Final                   | Pos.        |
| Atleta              | Evento            | Adversário e resultado | Adversário e resultado         | Adversário e resultado       | Adversário e resultado            | Adversário e resultado                    | Adversário e resultado  | Pos.        |
| ------------------- | ----------------- | ---------------------- | ------------------------------ | ---------------------------- | --------------------------------- | ----------------------------------------- | ----------------------- | ----------- |
| Rogério Dutra Silva | Simples masculino | Bye                    | PUR A. Llompart V 6-1, 6-2     | USA G. Ouelette V 6-4, 7-5   | COL J.S. Cabal V 7-6 (13-11), 6-3 | ECU J. C. Campozano V 6-4, 6-7 (5-7), 7-5 | COL R. Farah D 4-6, 4-3 |             |
| Ricardo Mello       | Simples masculino | Bye                    | ECU I. Endara V 6-4, 6-0       | CHI N. Massú V 1-6, 6-2, 6-3 | DOM V. Estrella D 3-6, 2-6        | Não avançou                               | Não avançou             | Não avançou |
| João Olavo Souza    | Simples masculino | Bye                    | ECU J. C. Campozano D 5-7, 5-7 | Não avançou                  | Não avançou                       | Não avançou                               | Não avançou             | Não avançou |

- Ana Clara Duarte
- Vivian Segnini
- Teliana Pereira
- João Olavo Souza
- Ricardo Mello
- Rogério Dutra Silva

## Tênis de mesa
| Atleta            | Evento               | Fase de Grupos         | Fase de Grupos | Primeira rodada            | Oitavas                 | Quartas                 | Semifinal              | Final                  | Pos.        |
| Atleta            | Evento               | Adversário e resultado | Pos.           | Adversário e resultado     | Adversário e resultado  | Adversário e resultado  | Adversário e resultado | Adversário e resultado | Pos.        |
| ----------------- | -------------------- | ---------------------- | -------------- | -------------------------- | ----------------------- | ----------------------- | ---------------------- | ---------------------- | ----------- |
| Jéssica Yamada    | Individual Feminina  |                        | 2º (Grupo I)   | PER Francesca Vargas V 4-1 | USA Ariel Hsing D 3-4   | Não Avançou             | Não Avançou            | Não Avançou            | Não Avançou |
| Caroline Kumahara | Individual Feminina  |                        | 2º (Grupo G)   | CUB Glendys González V 4-1 | DOM Wu Xue D 1-4        | Não Avançou             | Não Avançou            | Não Avançou            | Não Avançou |
| Lígia Silva       | Individual Feminina  |                        | 1º (Grupo E)   |                            | COL Johana Araque V 4-1 | USA Ariel Hsing D 3-4   | Não Avançou            | Não Avançou            | Não Avançou |
| Thiago Monteiro   | Individual Masculina |                        | 1º (Grupo D)   |                            | VEN Marcos Navas V 4-1  | MEX Marcos Madrid D 1-4 | Não Avançou            | Não Avançou            | Não Avançou |
| Hugo Hoyama       | Individual Masculina |                        | 1º (Grupo E)   |                            | CUB Andy Pereira D 2-4  | Não Avançou             | Não Avançou            | Não Avançou            | Não Avançou |
| Gustavo Tsuboi    | Individual Masculina |                        | 1º (Grupo C)   |                            | CUB Jorge Campos D 3-4  | Não Avançou             | Não Avançou            | Não Avançou            | Não Avançou |

| Equipe                                                 | Fase de grupos                                                   | Fase de grupos | Quartas                          | Semifinal              | Final                       | Pos.            |
| Equipe                                                 | Adversário e resultado                                           | Pos.           | Adversário e resultado           | Adversário e resultado | Adversário e resultado      | Pos.            |
| ------------------------------------------------------ | ---------------------------------------------------------------- | -------------- | -------------------------------- | ---------------------- | --------------------------- | --------------- |
| Feminina: Jéssica Yamada Lígia Silva Caroline Kumahara | MEX México BRA 3 – MEX 1 CUB Cuba BRA 3 – CUB 2                  | 1º (grupo B)   | COL Colômbia BRA 1 – COL 3       | Não Avançou            | Não Avançou                 | Não Avançou     |
| Masculina: Hugo Hoyama Gustavo Tsuboi Thiago Monteiro  | ECU Equador BRA 3 – EQU 0 DOM República Dominicana BRA 3 – DOM 0 | 1º (grupo A)   | USA Estados Unidos BRA 3 – USA 0 | CUB Cuba BRA 3 – CUB 2 | ARG Argentina BRA 3 – ARG 1 | Medalha de ouro |

## Tiro com arco
| Atleta                                       | Evento               | Qualificatória | Qualificatória | Fase de 32                       | Oitavas de final        | Quartas de final       | Semifinais             | Final                  | Pos.        |
| Atleta                                       | Evento               | Pts.           | Pos.           | Adversário e resultado           | Adversário e resultado  | Adversário e resultado | Adversário e resultado | Adversário e resultado | Pos.        |
| -------------------------------------------- | -------------------- | -------------- | -------------- | -------------------------------- | ----------------------- | ---------------------- | ---------------------- | ---------------------- | ----------- |
| Luiz Trainini                                | Individual masculino | 1300           | 13º            | CAN Patrick Rivest-Bunster V 7-3 | MEX Juan Serrano D 2-6  | Não avançou            | Não avançou            | Não avançou            | Não avançou |
| Fábio Emílio                                 | Individual masculino | 1239           | 23º            | USA Jane Kaminski D 0-6          | Não avançou             | Não avançou            | Não avançou            | Não avançou            | Não avançou |
| Daniel Xavier                                | Individual masculino | 1300           | 12º            | ECU Kevin Vargas V 6-0           | VEN David Vilchez V 6-2 | MEX Juan Serrano D 4-6 | Não avançou            | Não avançou            | Não avançou |
| Sarah Nikitin                                | Individual feminino  | 1234           | 19º            | CUB Saraneth Rivera V 7-3        | MEX Aida Roman D 2-6    | Não avançou            | Não avançou            | Não avançou            | Não avançou |
| Michelle Acquesta                            | Individual feminino  | 1194           | 28º            | VEN Leidys Brito D 1-7           | Não avançou             | Não avançou            | Não avançou            | Não avançou            | Não avançou |
| Fátima Rocha                                 | Individual feminino  | 1197           | 27º            | CAN Marie-Pier Beaudet D 0-6     | Não avançou             | Não avançou            | Não avançou            | Não avançou            | Não avançou |
| Luiz Trainini Fábio Emílio Daniel Xavier     | Equipes masculino    | 3830           | 5º             |                                  | BYE                     | CUB Cuba D 211-218     | Não avançou            | Não avançou            | Não avançou |
| Sarah Nikitin Fátima Rocha Michelle Acquesta | Equipes feminino     | 3625           | 10º            |                                  | CHI Chile D 186-193     | Não avançou            | Não avançou            | Não avançou            | Não avançou |

## Tiro esportivo
- Ana Luiza Ferrão
- Bruno Heck
- Cibele Breide
- Cristina Badaró
- Emerson Duarte
- Felipe Wu
- Filipe Fuzaro
- Iosef Areas
- Janice Teixeira
- José Pedro Costa
- Júlio Almeida
- Karla de Bona
- Luiz Graça
- Mauro Salles
- Rachel Silveira
- Roberta Cabo
- Roberto Shmits
- Rocco Rosito
- Rodrigo Bastos
- Rosane Ewald
- Stênio Yamamoto
- Thaís Carvalho
- Wilson Zocolote

## Triatlo
| Atleta           | Prova     | Natação | Ciclismo | Corrida | Total (incl. transições) | Pos. |
| ---------------- | --------- | ------- | -------- | ------- | ------------------------ | ---- |
| Bruno Matheus    | Masculino | 18:18   | 58:47    | 34:26   | 1:52:08                  | 14º  |
| Diogo Sclebin    | Masculino | 18:23   | 57:15    | 33:27   | 1:49:49                  | 5º   |
| Reinaldo Colucci | Masculino | 18:13   | 57:25    | 31:44   | 1:48:02                  |      |
| Flávia Fernandes | Feminino  | 20:33   | 1:24:34  | 40:53   | 2:05:27                  | 12º  |
| Pâmella Oliveira | Feminino  | 19:23   | 1:20:40  | 39:52   | 2:00:32                  |      |

## Vela
- Alexandre Saldanha
- Cláudio Biekarck, Gunnar Ficker e Marcelo Silva (lightning)
- Bernardo Arndt e Bruno Oliveira (hobie cat 16)
- Alexandre Tinoco e Gabriel Borges (snipe)
- Matheus Dellagnelo (sunfish)
- Ricardo Winick Santos e Patricia Dacosta Freitas (rs:x)
- Bruno Fontes e Adriana Kostiw (laser)
- Daniel Santiago
- Guilherme Hamelmann

## Voleibol
| Equipe | Equipe                                                                                             | Fase de grupos                                                                         | Fase de grupos | Semifinal                              | Final                  | Pos.            |
| Equipe | Equipe                                                                                             | Adversário e resultado                                                                 | Pos.           | Adversário e resultado                 | Adversário e resultado | Pos.            |
| --- | -------------------------------------------------------------------------------------------------- | -------------------------------------------------------------------------------------- | -------------- | -------------------------------------- | ---------------------- | --------------- |
| Masculina: Thiago Alves Maurício Borges Éder Carbonera Mário Júnior Maurício Souza Wallace de Souza            | Gustavo Endres Luiz Felipe Fonteles Wallace Martins Murilo Radke Bruno Rezende Renato Russomanno   | CAN Canadá BRA 3 – CAN 0 PUR Porto Rico BRA 3 – PUR 0 USA Estados Unidos BRA 3 – USA 1 | 1º (grupo B)   | ARG Argentina BRA 3 – ARG 1            | CUB Cuba BRA 3 – CUB 1 | Medalha de ouro |
| Feminina: Fabiana de Oliveira Juciely Barreto Danielle Lins Paula Pequeno Thaísa Menezes Marianne Steinbrecher | Jaqueline Carvalho Tandara Caixeta Sheilla Castro Fabiana Claudino Fernanda Garay Fabíola de Sousa | DOM República Dominicana BRA 3 – DOM 1 CAN Canadá BRA 3 – CAN 0 CUB Cuba BRA 3 – CUB 1 | 1º (grupo A)   | DOM República Dominicana BRA 3 – DOM 0 | CUB Cuba CUB 2 – BRA 3 | Medalha de ouro |

## Voleibol de praia
| Atletas                      | Evento    | Fase de grupos                                                                                  | Fase de grupos | Quartas de final                    | Semifinal                                  | Final                                     | Pos.            |
| Atletas                      | Evento    | Adversário e resultado                                                                          | Pos.           | Adversário e resultado              | Adversário e resultado                     | Adversário e resultado                    | Pos.            |
| ---------------------------- | --------- | ----------------------------------------------------------------------------------------------- | -------------- | ----------------------------------- | ------------------------------------------ | ----------------------------------------- | --------------- |
| Juliana Silva Larissa França | Feminino  | TRI Joseph/Phillp V 21-5, 21-16 ECU Vilela/Chila V 21-12, 21-11 CUB Sinal/Sinal V 21-16, 21-13  | 1° (grupo F)   | CAN Bansley/Maloney V 21-15, 21-16  | PUR Santiago/Yantin V 21-16, 21-12         | MEX Candelas/García V 21-15, 22-24, 22-20 | Medalha de ouro |
| Alison Cerutti Emanuel Rego  | Masculino | CRC Escobar/Monge V 21-11, 21-7 CUB Gonzalez/Piña D 21-19, 21-11 DOM Perez/Recio V 21–13, 21–12 | 2° (grupo D)   | URU Williman/Zanotta V 21–16, 21–13 | MEX Miramontes/Virgen V 21-19, 20-22, 15-6 | VEN Hernandez/Mussa V 21-17, 21-12        | Medalha de ouro |